# UFC on Fuel TV 1
UFC on Fuel TV 1: Sanchez vs. Ellenberger（ユーエフシー・オン・フューエル・ティービー・ワン：サンチェス・バーサス・エレンバーガー）は、アメリカ合衆国の総合格闘技団体「UFC」の大会の一つ。2012年2月15日、ネブラスカ州オマハのオマハ・シビック・オーディトリウムで開催された。

## 大会概要
本大会ではディエゴ・サンチェスとジェイク・エレンバーガーによるウェルター級ワンマッチが組まれた。
KOTC世界ジュニアウェルター級・世界ライト級王者ティム・ミーンズがUFCデビュー。

### カード変更
負傷などによるカードの変更は以下の通り。
- ヨイスランディ・イスクイエルド → ティム・ミーンズ（第1試合）

- ハニ・ヤヒーラ → ヴァグネル・ホシャ（第3試合）

- バディ・ロバーツ vs. ショーン・レフラー → レフラーの負傷により中止

## 試合結果

### プレリミナリーカード
第1試合 ライト級ワンマッチ 5分3R
○  ティム・ミーンズ vs.  ベルナルド・マガリャエス ×
3R終了 判定3-0（30–27、30–26、30–26）
第2試合 ライト級ワンマッチ 5分3R
○  ジャスティン・サラス vs.  アントン・クイヴァネン ×
3R終了 判定3-0（30–27、30–27、29–28）
第3試合 フェザー級ワンマッチ 5分3R
○  ジョナサン・ブルッキンズ vs.  ヴァグネル・ホシャ ×
1R 1:32 KO（パウンド）

### メインカード
第4試合 バンタム級ワンマッチ 5分3R
○  アイヴァン・メンジバー vs.  ジョン・アルバート ×
1R 3:45 リアネイキドチョーク
第5試合 バンタム級ワンマッチ 5分3R
○  TJ・ディラショー vs.  ワレル・ワトソン ×
3R終了 判定3-0（30–25、30–25、30–26）
第6試合 ヘビー級ワンマッチ 5分3R
○  スタイプ・ミオシッチ vs.  フィル・デ・フライズ ×
1R 0:43 KO（スタンドパンチ連打）
第7試合 ミドル級ワンマッチ 5分3R
○  ホニー・マルケス vs.  アーロン・シンプソン ×
3R終了 判定3-0（29–28、28–29、29–28）
第8試合 ヘビー級ワンマッチ 5分3R
○  ステファン・ストルーフェ vs.  デイブ・ハーマン ×
2R 3:52 TKO（マウントパンチ）
第9試合 ウェルター級ワンマッチ 5分3R
○  ジェイク・エレンバーガー vs.  ディエゴ・サンチェス ×
3R終了 判定3-0（29–28、29–28、29–28）

### 各賞
ファイト・オブ・ザ・ナイト： ジェイク・エレンバーガー vs. ディエゴ・サンチェス
ノックアウト・オブ・ザ・ナイト： スタイプ・ミオシッチ
サブミッション・オブ・ザ・ナイト： アイヴァン・メンジバー
各選手にはボーナスとして5万ドルが支給された。